# Jelena af Serbien
Jelena af Serbien (serbisk: Јелена Карађорђевић; kroatisk: Jelena Karađorđević), i Rusland kaldet Jelena Petrovna (russisk: Елена Петровна), (4. november 1884 – 16. oktober 1962) var en serbisk prinsesse, der var datter af kong Peter 1. af Serbien. Hun blev senere prinsesse af Rusland, da hun giftede sig i 1911 med prins Ioann Konstantinovitj af Rusland.

## Eksterne links
- Wikimedia Commons har flere filer relateret til Jelena af Serbien